# 시 제도

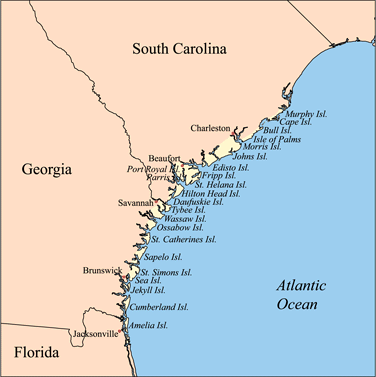
시 제도의 지도

시 제도 또는 시아일랜즈(Sea Islands)는 미국 남동부 대서양 해안의 평행사도이다. 섬의 수가 100곳이 넘는 이 제도는 사우스캐롤라이나주, 조지아주, 플로리다주의 해안을 따라 산티강구와 세인트존스강구 사이에 위치해 있다. 시 제도, 특히 사펠로섬은 굴라족의 고향이다.
에이브러햄 링컨의 노예 해방 선언이 1863년 1월 1일 발효된 이후 연방 점유 제도의 5,000명 이상의 노예가 자유를 찾았다.

## 같이 보기
- 해도면